# Patrick Kinser-Lau
Patrick Kinser-Lau (California, 21 febbraio 1953 – Santa Monica, 26 ottobre 1983) è stato un attore teatrale e cantante statunitense.

## Biografia
Kinser-Lau è nato in California da genitori giapponesi e dopo gli studi superiori a Stockton ha fatto il suo debutto a Broadway nel 1976. Fece il suo debutto a Broadway nel musical di Stephen Sondheim Pacific Overtures, che fu candidato al Tony Award al miglior musical. Dopo 193 repliche a New York, Kinser-Lau si unì alla tournée della West Coast del musical, per poi sostituire Robert LuPone nel ruolo di Akhenaton nel musical Nefertiti; lo show fu un fiasco e chiuse durante il periodo di rodaggio a Chicago senza fare neanche il suo esordio a Broadway. Nel 1978 tornò a Broadway con il musical Stop the World - I Want to Go Off con Sammy Davis Jr e nel 1979 recitò a Broadway per l'ultima volta nel musical Got Tu Go Disco. Nel 1980 si trasferì in California per perseguire una carriera televisiva. 
Morì di AIDS nel 1983; il suo nome viene ricordato nel NAMES Project AIDS Memorial Quilt.